# Alexandre Maisonneuve
Alexandre Maisonneuve (16nn-17nn), war ein französischer Kupferstecher.

## Werdegang
Jean-Baptiste Scotin unterrichtet die Graveure Alexandre Maisonneuve (von 1714 bis 1719) und Michel Demarne (von 1716 bis 1722).
In überragender Qualität hatte Alexandre Maisonneuve das Grabmal 1748 für den dritten Band der Histoire générale et particulière de Bourgogne des Urbain Plancher gestochen  – als ein freigestelltes Monument, dessen architektonische und figürliche Gestalt durch die formatfüllende Nahsicht detailgenau zur Geltung kommt .
Ein Teil seiner Bilder wurden von Jean-Baptiste Du Halde im Werk Description de la Chine et de la Tartarie chinoise veröffentlicht.
Dazu gehören
- Band 1 Seite 1: Kopfvignette. Portrait des Kaisers Kanxi (Antoine Humblot inv. / Alexandre Maisonneuve Sculp.)
- Band 2 Seite 1: Kopfvignette. Ein gebildeter Chinese in seinem Arbeitszimmer mit zwei seiner Schüler(A. Humblot del. / A. Maisonneuve Sculp.)
- Band 2 Seite 30: Gefolge eines Vizekönigs, wenn er seinen Palast verläßt. (Antoine Humblot inv. / Alexandre Maisonneuve Sculp.)

Band 2 Seite 126: Chinesische Beerdigung (Antoine Humblot inv. / Alexandre Maisonneuve Sculp.)